# Videticka
Videticka (Antrodia macra) är en svampart som först beskrevs av Sommerf., och fick sitt nu gällande namn av Tuomo Niemelä 1985. Enligt Catalogue of Life ingår Videticka i släktet Antrodia,  och familjen Fomitopsidaceae, men enligt Dyntaxa är tillhörigheten istället släktet Antrodia,  och familjen Meripilaceae. Arten är reproducerande i Sverige. Inga underarter finns listade i Catalogue of Life.